# Craugastor coffeus
Craugastor coffeus is een kikker uit de familie Craugastoridae. De soort werd voor het eerst wetenschappelijk beschreven door James Randall McCranie en Gunther Köhler in 1999. Oorspronkelijk werd de wetenschappelijke naam Eleutherodactylus coffeus gebruikt.
Craugastor coffeus leeft in Midden-Amerika en komt endemisch voor in Honduras. Er is slechts een enkel exemplaar bekend van deze soort. De soort wordt bedreigd door het verlies van habitat.